# キュプリア
『キュプリア』（ギリシア語： Κύπρια, Kypria, ラテン語：Cypria）は、古代ギリシアの叙事詩で、トロイア戦争を描いた「叙事詩環」の1つ。叙事詩の環の中ではもっとも早い時代を扱っていて、『イーリアス』はこの後に来る。ただし、作られたのは明らかに『イーリアス』の方が早い。全部で11巻から成り、ダクテュロス・ヘクサメトロス（長短短六歩格）で書かれている。しかし、わずかに断片が残っているだけである。

## 創作年代
ヘーロドトスの『歴史』（紀元前440年頃）に言及されていることから、古典時代にはかなり有名な作品で、テキストも固まっていたようである。書かれた時期は紀元前7世紀の終わり頃とも言われるが、確かな証拠はない。

## 作者
古代の言い伝えでは、ホメーロスが娘の婿のキュプロスのスタシーノスに持参金として与えたと言われていた。ピンダロスの失われた『ネメア祝勝歌』にもそういうほのめかしがあったらしく、後世の著作家たちはその逸話を繰り返した。確かにそれなら題名の『キュプリア（ Κύπρια）』とキュプロス（Κύπρος）との関係の説明がつく。他に作者として名前が挙がっている人物には、キュプロスにいたサラミスのヘゲシアス、ハリカルナッソスのキュプリアスがいる。

## テキスト
『キュプリア』のオリジナルのテキストは他人の引用の中に50行が残っているだけである。内容については、プロクロスの『Chrestomathy』の書いた「叙事詩の環」の散文のあらすじに頼るしかない状況である。

## 内容
- トロイア戦争のきっかけ。ゼウスが大地の負担を軽くしようと戦争によって人口を減らすことにする。これはメソポタミアの叙事詩『アトラ・ハシス（Atra-Hasis）』とよく似ている[5]。
- ペーレウスとテティスの結婚。
- パリスの審判。女神アテーナー、ヘーラー、アプロディーテーが、自分たちの中で誰が一番美しいかをパリス（現存する『キュプリア』のあらすじでは「アレクサンドロス」と呼ばれている）に審判させる。パリスはアプロディーテーを選び、褒美としてメネラーオスの妻ヘレネーを与えられる。
- アプロディーテーの指示でパリスは船を造る。
- ヘレノスがパリスに未来を予言する。
- アプロディーテーはアイネイアースに共に航海するよう命じる。
- カッサンドラーが結果を予言する。
- ラケダイモーンで、トロイア人はテュンダレオースの息子たち、カストールとポリュデウケース、メネラーオスから歓待される。メネラーオスはそれから妻のヘレネーに客が必要とするものはすべて与えるよう命じて、クレーテー島に向けて出帆する。
- アプロディーテーはパリスとヘレネーを結び合わせる。パリスはヘレネーとその持参金を故郷トロイアに持ち帰る。
- シドンでのエピソード。パリスと部下たちは急襲に成功する。
- カストールとポリュデウケースはイーダースとリュンケウスの牛を盗みが捕まって殺される。ゼウスは2人に1日おきの不死を与える。
- イーリスから報せを受けたメネラーオスは、帰国し兄弟のアガメムノーンとともにトロイア遠征の計画を練る。二人はヘレネーの昔の求婚者たちを招集する。彼らはヘレネーを争っている時、誰であろうと勝った者の権利を守ると誓い合っていた。
- 余談として、ネストールがメネラーオスに、エポーペウスがリュコスの娘を誘惑した後どのように破滅したか、オイディプースの話、ヘーラクレースの狂気、テーセウスとアリアドネーの話を語る。
- リーダーたちの集まりで、オデュッセウスの偽りの狂気を見破る。
- 集められたリーダーたちがアウリス（現エヴィア島のアウリダ Αυλίδα）で生贄を捧げていると、予言者カルカースが戦争は10年続くだろうと予言する。
- ギリシア軍はミューシアのテウトラースの都市に到着、トロイアと間違えて攻撃する。
- テーレポスが町を助けに来るが、アキレウスによって負傷する。
- ギリシア艦隊は嵐のために離散。
- アキレウスはスキューロス島に入港し、リュコメーデースの娘デーイダメイアと結婚する。それからトロイアまで案内させるためテーレポスを介抱する。
- ギリシア軍がアウリスで2度目の招集。アガメムノーンは牡鹿を殺したことで女神アルテミスの怒りを買う。女神をなだめるため、そして航海の無事のため、カルカースから、娘のイーピゲネイアを生贄に捧げるよう説得される。アキレウスとの結婚と偽ってイーピゲネイアを連れ出すが、アルテミスは祭壇の上のイーピゲネイアを鹿とすり替え、タウロイ人の土地まで連れて行き、不死にする。
- ギリシア軍は遙かテネドスまで航海し、祝宴をあげていると、ピロクテーテースが蛇に噛まれ、レームノス島に取り残される。そこで、アキレウスがアガメムノーンと喧嘩をする。
- トローアスへの最初の上陸はトロイア軍によって撃退される。プローテシラーオスがヘクトールに殺される。しかし、アキレウスはポセイドーンの子キュクノスを殺し、トロイア軍を追い払う。
- ギリシア軍は死者を引き取って、ヘレネーと財宝の引き渡しを求めて、トロイアに使者を遣わす。
- トロイアはそれを拒否。ギリシア軍はトロイアに対する最初の攻撃を試み、周囲を荒廃させる。
- アキレウスはヘレネーと会いたいと望み、アプロディーテーとテティス（アキレウスの母親）が二人の面会を目論む。
- ギリシア軍は帰郷を望むようになるが、アキレウスに止められる。
- アキレウスはアイネイアースの牛を狩りたて、近郊の町を略奪、トロイアの王子トローイロスを殺す。
- パトロクロスはトロイア王子リュカーオーンを誘拐し、レームノス島に連れて行き、奴隷として売る。
- 戦利品から、ほうびとして、アキレウスはブリーセーイスを、アガメムノーンはクリューセーイスをそれぞれ受け取る。
- パラメーデースの死。
- ギリシア軍からアキレウスを引き離すことによってトロイアを救おうとするゼウス。
- トロイア軍の同盟のカタログ。（『イーリアス』の「軍船のカタログ」ii.494-759に続くトロイアとその同盟のリスト「Trojan Battle Order」ii.816-876は、これの要約である可能性もありうる）

## 評価
ホメーロスの2作と較べて劣っていると考えられている。アリストテレスは『詩学』の中で、物語の繋がりと焦点の当て方の足りなさを批判している。まとまった物語というよりは事件の羅列のようだったらしい。